# Баракат (район Рудаки)
Баракат (тадж. Баракат; до 2008 года — Муллоэш) — село в районе Рудаки Республики Таджикистан. Входит в состав джамоата (сельской общины) Султонобод.
Находится на расстоянии 25 км от районного центра (пгт. Сомониён) и 7 км от центра джамоата (село Султонобод).
Население — 391 чел. (2017).